# (4650) Mori
(4650) Mori (1950 TF) – planetoida z pasa głównego asteroid okrążająca Słońce w ciągu 3,35 lat w średniej odległości 2,24 j.a. Odkryta 5 października 1950 roku.